# Kate Friedländer
Kate Friedländer (geboren als Käthe Frankl 14. September 1902 in Innsbruck, Österreich-Ungarn; gestorben 20. Februar 1949 in London) war eine österreichisch-britische Psychiaterin und Psychoanalytikerin.

## Leben
Käte Frankl war eine Tochter des Textilkaufmanns Karl Frankl und der Adele Frankl, der Vater stammte aus Pressburg, sie hatte zwei Brüder und eine jüngere Schwester. Sie machte am Mädchen-Real-Reform-Gymnasium der Ursulinen in Innsbruck die Matura. Frankl studierte Medizin an der Universität Innsbruck und an der Berliner Universität und wurde 1926 in Innsbruck promoviert. Sie spezialisierte sich in den Fächern Neurologie und Psychiatrie und war von 1926 bis 1929 Volontärärztin an der von Karl Bonhoeffer geleiteten Berliner Psychiatrischen Universitätsklinik. Sie war 1929 in Teilzeit als Gutachterin am Berliner Jugendgerichtshof tätig. Sie heiratete 1929 den Oberarzt an der Charité Walter Misch (1889–1943), 1931 wurde ihre Tochter Sybil geboren, die Ehe wurde 1934 geschieden. 1937 heiratete sie den Radiologen Georg Friedländer, ebenfalls ein Flüchtling.
Frankl absolvierte eine psychoanalytische Ausbildung bei Wilhelm Reich am Berliner Psychoanalytischen Institut, ihr Lehranalytiker war Hanns Sachs. Sie nahm am sog. Kinderseminar Otto Fenichels teil und war ab 1934 Empfängerin dessen „Geheimer Rundbriefe“.
Nach der Machtergreifung der Nationalsozialisten 1933 erhielt sie wegen ihrer jüdischen Herkunft ein Berufsverbot und emigrierte nach England, wo sie ihre medizinischen Prüfungen wiederholen musste mit einem M.D. 1936 an der Universität Edinburgh und einem Diplom in Psychologischer Medizin 1943 in London. 1946 erhielt sie die britische Staatsbürgerschaft.
Sie wurde 1933 außerordentliches Mitglied der British Psychoanalytical Society und 1938 ordentliches Mitglied. Friedländer führte ab 1935 bis 1947 eine psychoanalytische Privatpraxis in London, war bei Edward Glover am Institute for the Scientific Treatment of Delinquency als Psychiaterin tätig und arbeitete 1943 bis 1949 am „Kriminologischen Institut“ in London. Sie unterstützte Anna Freud als diese den Hampstead Child Therapy Course gründete, wo sie auch selbst unterrichtete und als Lehranalytikerin tätig war. Friedländer sorgte 1944 für die Einrichtung eines Erziehungsberatungsdienstes in West Sussex. Sie befasste sich insbesondere mit der Prävention von Jugenddelinquenz.
Friedländer starb an Lungenkrebs.

## Schriften (Auswahl)
- Käthe Misch-Frankl, Walter Misch: Die vegetative Genese der neurotischen Angst und ihre medikamentöse Beseitigung. In: Nervenarzt. Bd. 5 (1932), S. 415–418.
- Käthe Misch-Frankl: Die biologischen Grundlagen der Freudschen Angsttheorie. Internationale Zeitschrift für Psychoanalyse (IZP). Bd. 21 (1935), S. 62–67.
- On the Longing to Die. In: International Journal of Psycho-Analysis. Bd. 21 (1940).
- Charlotte Brontë: zur Frage des masochistischen Charakters. In: Internationale Zeitschrift für Psychoanalyse und Imago. Bd. 26 (1941), S. 32–49.
- Über Kinderbücher und ihre Funktion in Latenz und Vorpubertät. In: Internationale Zeitschrift für Psychoanalyse und Imago. Bd. 26 (1941), S. 232–251
  - Children's Books and their Function in Latency and Puberty. In: American Imago III (1942).
- The Psycho-Analytic Approach to Juvenile Delinquency: Theory, Case-studies, Treatment. Paul, Trench, Trubner & Co., London 1947.